# Zemitrella
Zemitrella is een geslacht van weekdieren uit de klasse van de Gastropoda (slakken).

## Soorten
- Zemitrella annectens Powell, 1937
- Zemitrella attenuata Powell, 1940
- Zemitrella benthicola Dell, 1956
- Zemitrella brunnescens (Thiele, 1925)
- Zemitrella cera Okutani, 1964
- Zemitrella choava (Reeve, 1859)
- Zemitrella circumcincta Dell, 1962
- Zemitrella contigua Powell, 1934
- Zemitrella daemona (Webster, 1906)
- Zemitrella elongata Beu, 1970 †
- Zemitrella epicroca K. Monsecour & D. Monsecour, 2016
- Zemitrella fallax Powell, 1940
- Zemitrella finlayi Powell, 1933
- Zemitrella haroldi Laws, 1935 †
- Zemitrella helena (Thiele, 1925)
- Zemitrella hella (Thiele, 1925)
- Zemitrella laevigata (Suter, 1908)
- Zemitrella laevirostris Powell, 1940
- Zemitrella mahoenuica Laws, 1935 †
- Zemitrella parhelena Barnard, 1959
- Zemitrella pseudomarginata (Suter, 1908)
- Zemitrella pura (Martens, 1903)
- Zemitrella regis Powell, 1940
- Zemitrella rosea (Hutton, 1873)
- Zemitrella sericea Powell, 1937
- Zemitrella siligo Okutani, 1964
- Zemitrella spengleri Lussi, 2009
- Zemitrella spreta (Thiele, 1925)
- Zemitrella stephanophora (Suter, 1908)
- Zemitrella subsuturalis C. A. Fleming, 1943 †
- Zemitrella sulcata (Hutton, 1873)
- Zemitrella tenuicostata K. Monsecour & D. Monsecour, 2016
- Zemitrella turgida Powell, 1937
- Zemitrella websteri (Suter, 1913) †
- Zemitrella whangaroaensis Dell, 1956